# Olympische Sommerspiele 2016/Schwimmen – 200 m Brust (Frauen)
Der Wettbewerb über 200 Meter Brust der Frauen bei den Olympischen Spielen 2016 in Rio de Janeiro wurde am 10. und 11. August 2016 im Olympic Aquatics Stadium ausgetragen. 30 Athletinnen aus 22 Ländern nahmen daran teil.
Es fanden vier Vorläufe statt. Die 16 schnellsten Schwimmerinnen aller Vorläufe qualifizierten sich für die beiden Halbfinals, die am gleichen Tag ausgetragen werden. Für das Finale am nächsten Tag qualifizierten sich hier die acht schnellsten Starterinnen beider Läufe.
Abkürzungen:

WR = Weltrekord, OR = olympischer Rekord, NR = nationaler Rekord

ER = Europarekord, NAR = Nordamerikarekord, SAR = Südamerikarekord, ASR = Asienrekord, AFR = Afrikarekord, OZR = Ozeanienrekord

## Bestehende Rekorde
| Weltrekord         | Rikke Møller Pedersen ( Dänemark)  | 2:19,11 min | Barcelona, Spanien             | 1. August 2013 |
| Olympischer Rekord | Rebecca Soni ( Vereinigte Staaten) | 2:19,59 min | London, Vereinigtes Königreich | 2. August 2012 |

## Titelträger
| Olympiasieger | Rebecca Soni ( Vereinigte Staaten) | 2:19,59 min | London 2012 |
| Weltmeister   | Kanako Watanabe ( Japan)           | 2:21,15 min | Kasan 2015  |
| Europameister | Rikke Møller Pedersen ( Dänemark)  | 2:21,69 min | London 2016 |

## Vorlauf

### Vorlauf 1
| Platz | Name               | Nation      | Zeit        | Anmerkung       |
| ----- | ------------------ | ----------- | ----------- | --------------- |
| 1     | Julia Sebastian    | Argentinien | 2:27,98 min |                 |
| 2     | Fiona Doyle        | Irland      | 2:29,76 min |                 |
| 3     | Sophie Hansson     | Schweden    | 2:30,59 min |                 |
| 4     | Aļona Ribakova     | Lettland    | 2:30,82 min |                 |
| 5     | Amit Ivry          | Israel      | 2:31,49 min |                 |
| –     | Yvette Man-Yi Kong | Hongkong    | —           | Nicht gestartet |

### Vorlauf 2
| Platz | Name                  | Nation             | Zeit        | Anmerkung |
| ----- | --------------------- | ------------------ | ----------- | --------- |
| 1     | Rikke Møller Pedersen | Dänemark           | 2:22,72 min |           |
| 2     | Molly Renshaw         | Großbritannien     | 2:23,37 min |           |
| 3     | Jessica Vall          | Spanien            | 2:24,55 min |           |
| 4     | Kanako Watanabe       | Japan              | 2:24,77 min |           |
| 5     | Lilly King            | Vereinigte Staaten | 2:25,89 min |           |
| 6     | Sofja Andrejewa       | Russland           | 2:26,58 min |           |
| 7     | Anna Sztankovics      | Ungarn             | 2:27,97 min |           |
| 8     | Back Su-Yeon          | Südkorea           | 2:32,79 min |           |

### Vorlauf 3
| Platz | Name                      | Nation         | Zeit        | Anmerkung |
| ----- | ------------------------- | -------------- | ----------- | --------- |
| 1     | Rie Kanetō                | Japan          | 2:22,86 min |           |
| 2     | Taylor McKeown            | Australien     | 2:23,00 min |           |
| 3     | Chloé Tutton              | Großbritannien | 2:23,34 min |           |
| 4     | Hrafnhildur Lúthersdóttir | Island         | 2:24,43 min |           |
| 5     | Martina Moravčíková       | Tschechien     | 2:27,51 min |           |
| 6     | Dalma Sebestyén           | Ungarn         | 2:27,94 min |           |
| 7     | Georgia Bohl              | Australien     | 2:28,24 min |           |
| 8     | Martha McCabe             | Kanada         | 2:28,62 min |           |

### Vorlauf 4
| Platz | Name                   | Nation             | Zeit        | Anmerkung |
| ----- | ---------------------- | ------------------ | ----------- | --------- |
| 1     | Kierra Smith           | Kanada             | 2:23,69 min |           |
| 2     | Viktoriya Zeynep Güneş | Türkei             | 2:23,83 min |           |
| 3     | Julija Jefimowa        | Russland           | 2:23,90 min |           |
| 4     | Shi Jinglin            | China              | 2:24,33 min |           |
| 5     | Molly Hannis           | Vereinigte Staaten | 2:24,74 min |           |
| 6     | Jenna Laukkanen        | Finnland           | 2:25,52 min |           |
| 7     | Fanny Lecluyse         | Belgien            | 2:27,16 min |           |
| 8     | Yu Jingyao             | China              | 2:28,65 min |           |

## Halbfinale

### Lauf 1
| Platz | Name                      | Nation             | Zeit        | Anmerkung |
| ----- | ------------------------- | ------------------ | ----------- | --------- |
| 1     | Rie Kanetō                | Japan              | 2:22,11 min |           |
| 2     | Julija Jefimowa           | Russland           | 2:22,52 min |           |
| 3     | Chloé Tutton              | Großbritannien     | 2:22,71 min |           |
| 4     | Kierra Smith              | Kanada             | 2:22,87 min |           |
| 5     | Hrafnhildur Lúthersdóttir | Island             | 2:24,41 min |           |
| 6     | Jenna Laukkanen           | Finnland           | 2:25,14 min | NR        |
| 7     | Sofja Andrejewa           | Russland           | 2:25,90 min |           |
| 8     | Molly Hannis              | Vereinigte Staaten | 2:26,80 min |           |

### Lauf 2
| Platz | Name                   | Nation             | Zeit        | Anmerkung |
| ----- | ---------------------- | ------------------ | ----------- | --------- |
| 1     | Taylor McKeown         | Australien         | 2:21,69 min |           |
| 2     | Molly Renshaw          | Großbritannien     | 2:22,33 min | NR        |
| 3     | Shi Jinglin            | China              | 2:22,37 min |           |
| 4     | Rikke Møller Pedersen  | Dänemark           | 2:22,45 min |           |
| 5     | Viktoriya Zeynep Güneş | Türkei             | 2:23,49 min |           |
| 6     | Jessica Vall           | Spanien            | 2:24,22 min |           |
| 7     | Lilly King             | Vereinigte Staaten | 2:24,59 min |           |
| 8     | Kanako Watanabe        | Japan              | 2:25,10 min |           |

## Finale
12. August 2016, 03:17 MEZ
| Platz | Name                  | Nation         | Zeit        | Anmerkung |
| ----- | --------------------- | -------------- | ----------- | --------- |
| 1     | Rie Kanetō            | Japan          | 2:20,30 min |           |
| 2     | Julija Jefimowa       | Russland       | 2:21,97 min |           |
| 3     | Shi Jinglin           | China          | 2:22:28 min |           |
| 4     | Chloé Tutton          | Großbritannien | 2:22,34 min |           |
| 5     | Taylor McKeown        | Australien     | 2:22,43 min |           |
| 6     | Molly Renshaw         | Großbritannien | 2:22,72 min |           |
| 7     | Kierra Smith          | Kanada         | 2:23,19 min |           |
| 8     | Rikke Møller Pedersen | Dänemark       | 2:23,74 min |           |